# Serrat de la Creueta (Das)
El Serrat de la Creueta és una serra situada al municipi de Das (Cerdanya), amb una elevació màxima de 1.671 metres.